# Юннин (Иньчуань)
Юнни́н (кит. упр. 永宁, пиньинь Yǒngníng) — уезд городского округа Иньчуань Нинся-Хуэйского автономного района (КНР).

## История
Уезд был создан в 1941 году из смежных земель уездов Ниншо (宁朔县) и Нинся (宁夏县); он вошёл в состав провинции Нинся (宁夏省).
В 1954 году провинция Нинся была расформирована, и уезд вошёл в состав Специального района Иньчуань (银川专区) провинции Ганьсу. В 1958 году Специальный район Иньчуань был расформирован, и уезд перешёл в состав новообразованного Нинся-Хуэйского автономного района, войдя в состав городского округа Иньчуань.

## Административное деление
Уезд делится на 5 посёлков и 1 волость.